# 岳阳街道
岳阳街道，是中华人民共和国上海市松江區下辖的一个乡镇级行政单位。原为松江鎮一部分，2001年初，撤銷松江鎮建制，設立岳陽街道辦事處。面积5.65平方公里。户籍人口7.75万人（2008年）。

## 行政区划
岳阳街道下辖以下居委会：
龙潭社区、醉白池社区、金沙滩社区、太平社区、西新桥社区、西林塔社区、佛字桥社区、马路桥社区、长桥社区、景德路社区、通波社区、菜花泾社区、蒋泾社区、荣乐社区、人乐社区、凤凰新村社区、九峰社区、黑鱼弄社区、高乐社区、人民桥社区、龙兴社区、民乐社区、白洋社区、方舟园社区、松乐苑社区和戴家浜社区。